# Lo Sermon deu Curé de Vidèren
 (novembre 2018).
Si vous disposez d'ouvrages ou d'articles de référence ou si vous connaissez des sites web de qualité traitant du thème abordé ici, merci de compléter l'article en donnant les références utiles à sa vérifiabilité et en les liant à la section « Notes et références ».

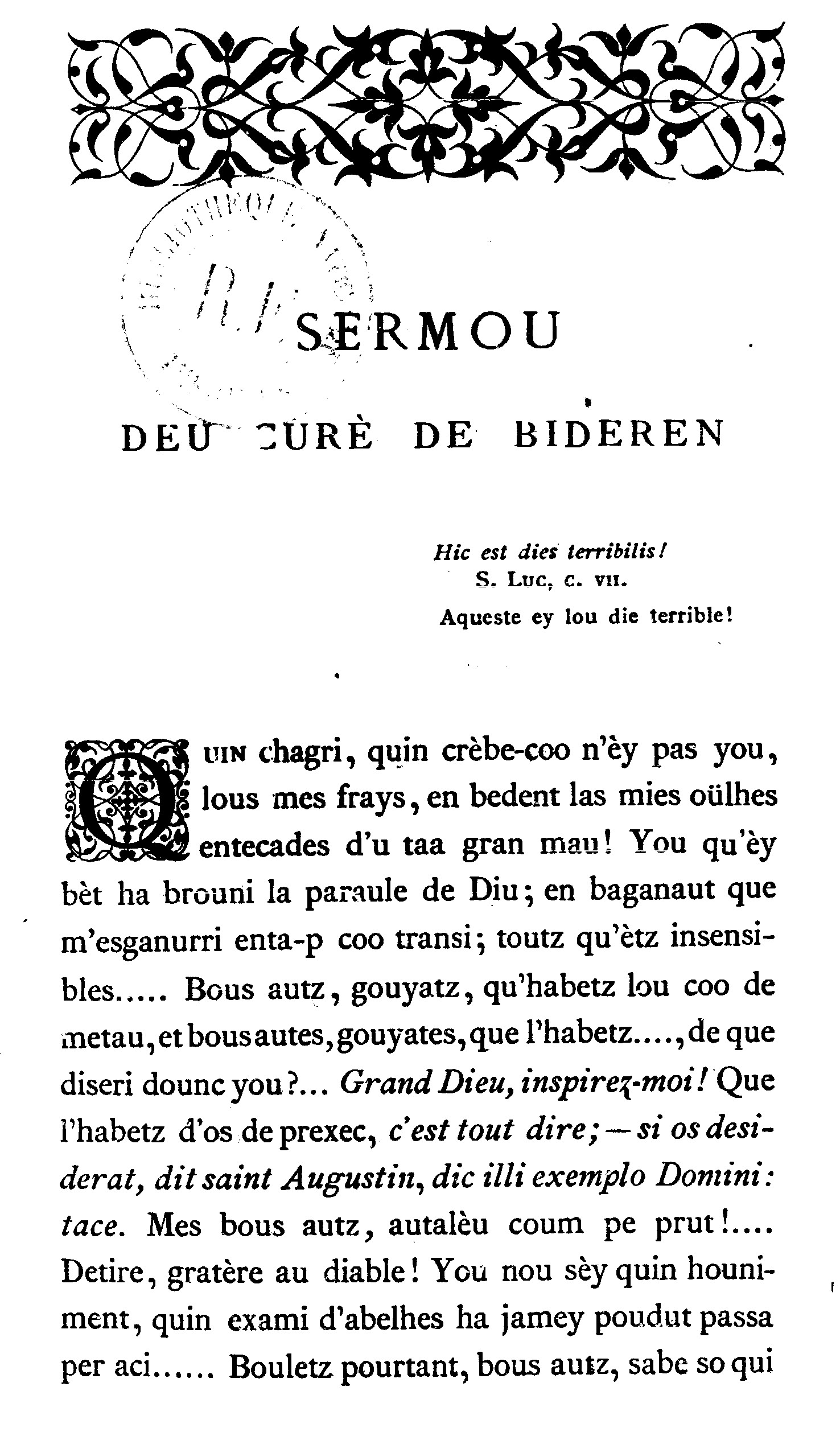

Lo Sermon deu Curé de Vidèren (selon la norme classique ; Lou Sermoû deu Curè de Bideren selon la norme mistralienne) est un sermon burlesque anonyme du XVIIIe siècle écrit en occitan et un des grands classiques de la littérature béarnaise.

## Résumé et citation
Il s'agit du discours en béarnais d'un prétendu curé de la ville de Vidèren (en français Bideren). Ce dernier ouvre son sermon par un avertissement et un reproche :
« Quin chagrin, creba-còr n'èi pas jo, los mens hrairs, en vedent la mias aulhas entecadas d'un tan gran mau ! Jo qu'èi bèth har bronir la paraula de Diu ! En vaganaut que m'esganurri entà v' còr-transir ; tots qu'ètz insensibles... Vos auts, gojatz, qu'avètz lo còr de metau, e vos autas, gojatas, que l'avètz,.... de qué diserí donc...? Grand Dieu, inspirez-moi ! Qué l'abètz d'òs de preishec, c'est tout dire ; _si os desiderat, dit Saint Augustin, dic illi exemplo Domini : tace. »
(« Quel chagrin, quel crève cœur n'ai-je pas, mes chers frères, en voyant mes ouailles entêtées dans un tel grand mal ! J'ai beau faire raisonner la parole de Dieu ! C'est en vain que je m'égosille afin de faire palpiter vos cœurs ; vous êtes tous insensibles... vous autres, garçons, vous l'avez de métal, et vous autres, filles, vous l'avez,.... de quoi dirais-je donc...? Grand Dieu, inspirez-moi ! Vous l'avez de noyeu de pêche, c'est tout dire ; _si os desiderat, dit Saint Augustin, dic illi exemplo Domini : tace. »)
Il soutient du haut de sa chaire que ses ouailles qui seront damnées pour leur gran pecat (« grand péché ») qui est qu'en sortant de la messe les garçons demandent aux filles :
« _ E volètz garfo ?... E las gojatas que prenen garfo de las mans deus gojats,... E puish gojatas, quand ètz au bal, que v'assedètz sus las coeishas deus gojats qui'v hèn dançar sus los jolhs... las carns s'escauhen, la canhabèra que's dressa, e lo zig-zag qu'ei lèu dat ... [...] »
(« _Voulez-vous du gâteau [métaphoriquement « pécher »] ? ... Et les filles prennent alors du gâteau des mains des garçons, ... Et puis, filles, lorsque vous allez au bal, que vous vous asseyez sur les cuisses des garçons qui vous font danser sur les genoux... les chairs s'échauffent, le roseau se dresse, et le zig-zag est vite donné ... [...] »)  
Selon lui, un jour :
« [...] lo bon Diu me diserà : _ Adiu Curé de Vidèren ! _ Adishatz, bon Diu ! _ Quin te pòrtes, Curé ? _ A vòste servici ; e vos, si v' platz, si non soi pas tròp curiós _ Au ton Curé [...] _ Quin te las as viradas dab aquesta parròpia, Curé ? _ Bah ! que volètz que v' digui, mon Diu ! Bèstias que'us m'avètz datz, bèstias que'us ve torni... »
(« [...] le bon Dieu me dira : _ Adieu Curé de Bideren ! _ Adieu, bon Dieu ! _ Comment te portes-tu, Curé ? _ À votre service ; et vous, s'il vous plait, si je ne suis pas trop curieux _ A tien Curé [...] _ Comment t'en es-tu sorti avec cette paroisse, Curé ? _ bah ! que voulez-vous que je vous dise, mon Dieu ! Des bêtes vous m'avez données, des bêtes je vous rends... »)
Il demandera alors la liste des garçons et des filles qui auront donné et reçu garfo puis les enverra dans le chaudron (la cautèra en béarnais) pour les uns, et dans le feu (l'huec en béarnais) pour les autres.
Ceux qui n'auront pas commis ce pêché, par contre, auront droit au fameux garfo en plus d'un grand festin à volonté.

## Critiques
Selon Ribault, l'éditeur de 1873 de ce tèxte : 
« Rien n'a été plus connu dans tout le Béarn que le Sermon du Curé de Bideren ; [...] La tradition et quelques copies soigneuseument conservées ont permis d'en reproduire le tèxte. [...] Le Curé de Bideren avait l'esprit de l'abbé Fabre, qui a laissé dans ses œuvres languedociennes le Sermoun de moussu Sistres [...] »

## Éditions
- Le sermon du curé de Bideren XVIIIe siècle . Pau : L. Ribaut, 1873.
- Lou Sermon de Curè de Bideren XVIII ségle. . Pau : 1875.
- Lou sermou deu Curè de Bideren (XVIIIe sègle) Pau : L. Ribaut, 1879
- Rèbe de l'abé Puyo. Sermou deu curé de Bideren. Pau : Tonnet, 1880.
- Lou sermou deu Curé de Bideren. Orthez : Moulia et Grandperrin, 1900.
- Lo sermon deu curè de Bidèren. Orthez : Per Noste, 2002.